# Ludovico Giamagna
Ludovico Giamagna (Ragusa, 1594 – Stagno, luglio 1634) è stato un vescovo cattolico italiano.
Fece parte dell'Ordine dei frati predicatori.
Il 24 novembre 1632 fu nominato vescovo di Stagno da papa Urbano VIII. Resse la diocesi fino alla sua morte nel 1634.